# Eutelia josephinae
Eutelia josephinae là một loài bướm đêm trong họ Noctuidae.